# Уша (приток Березины)
Уша́ (бел. Уша́) — река в Белоруссии, в Минской области, правый приток реки Березина.
Длина реки — 89 км, площадь водосборного бассейна — 725 км², среднегодовой расход воды в устье — 4,2 м³/с, средний уклон реки 0,6 м/км.
Река начинается южнее деревни Смольница Смолевичского района в 13 км к юго-западу от города Смолевичи. Рядом с истоком Уши находится развязка автомагистралей М1 и М2. От истока основное направление течения Уши — юго-восток, затем река течёт на восток и северо-восток. Верхнее течение находится в Смолевичском районе, среднее — в Червенском, нижнее — в Березинском районе.
Течет преимущественно по юго-восточным склонам Минской возвышенности. Наивысший уровень воды в середине апреля. Замерзает в конце ноября, ледоход в середине марта. Принимает сток из мелиоративных каналов.
Долина реки до деревни Уборки Червенского района невыразительная, на остальном протяжении трапециевидная; ширина её 0,9-1,2 км, наибольшая около 3,5 км. Склоны пологие, высотой 5-20 м. Пойма двухсторонняя (ширина 100—200 м), до устья реки Маконь заболоченная и поросшая лесом, ниже пересеченная, песчано-торфянистая.
Русло от истока на протяжении 13,9 км канализировано, на остальном протяжении умеренно извилистое. В устье реки протоки и острова. Берега преимущественно крутые и обрывистые.
Основные притоки — Клёновка, Белица (справа); Маконь (слева).
Река протекает ряд сёл и деревень. Крупнейшие из них — Пекалин, Шабуни, Забродье (Смолевичский район); Рудня, Уборки, Рованичская Слобода, Гродно (Червенский район); Котово, Старая Князевка, Уша (Березинский район). В Рудне и Рованичской Слободе на реке — плотины и запруды.
Ширина реки у устья — 10 метров, скорость течения 0,2 м/с.